# University of the West Indies

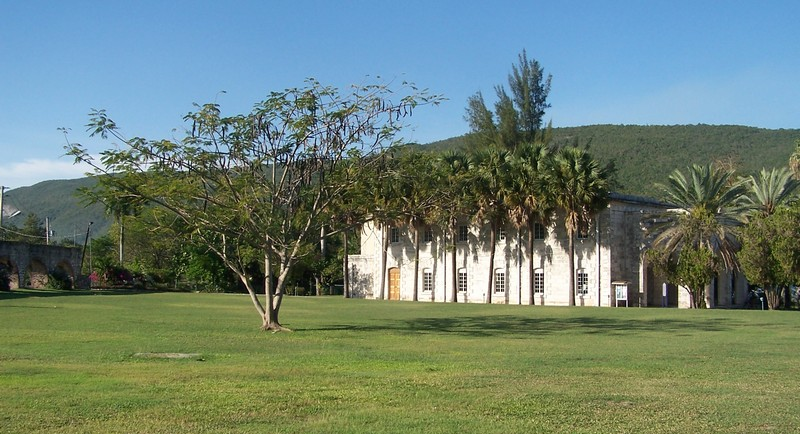
Kapelle auf dem Mona Campus der University of the West Indies

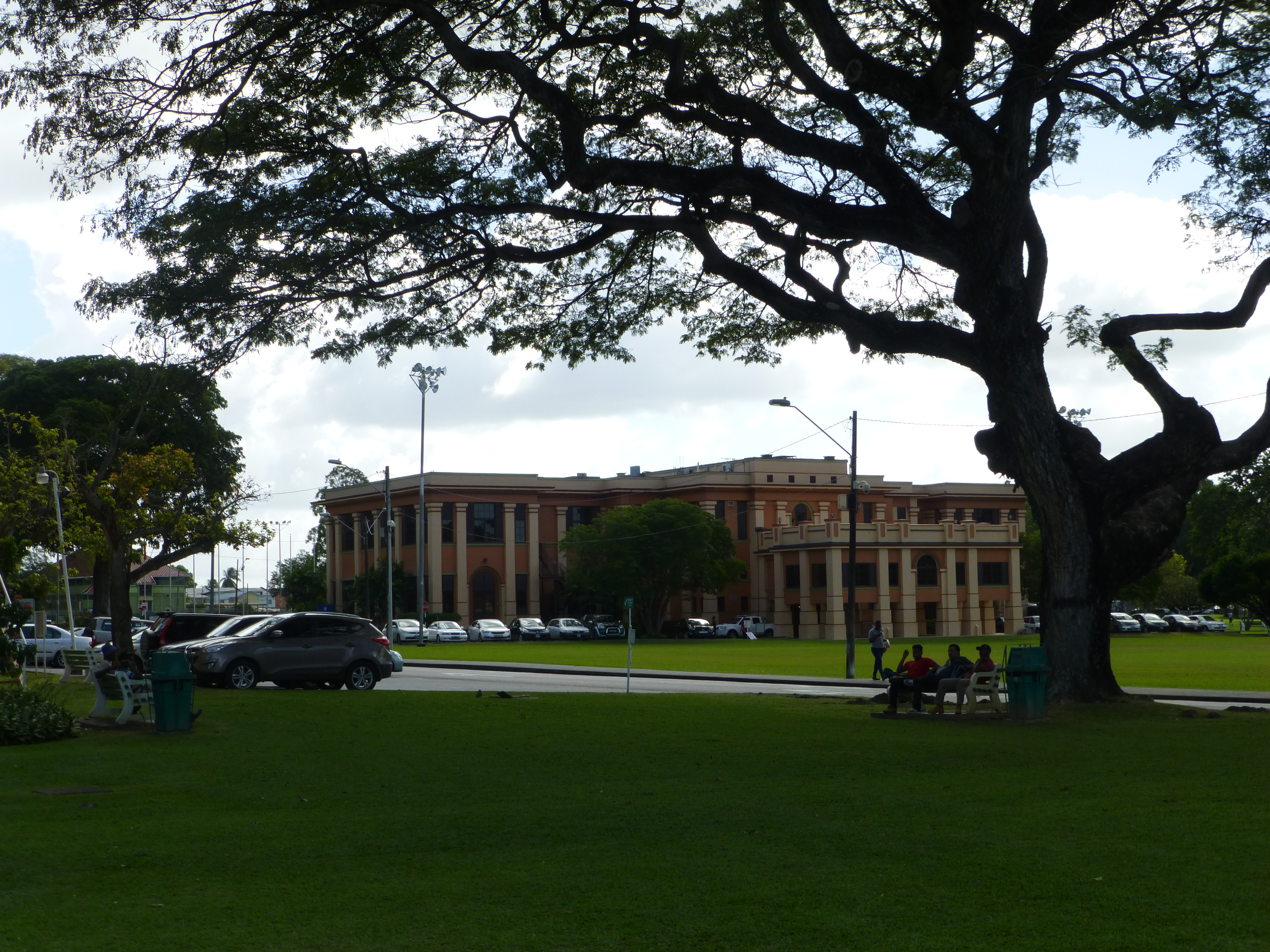
UWI Campus, St. Augustine, Trinidad

Die University of the West Indies (UWI; auf Deutsch etwa Universität der Westindischen Inseln) ist eine Universität in der Karibik.

## Geschichte
1943 setzte die britische Regierung die „Commission on Higher Education in the Colonies“ ein, die von Cyril Asquith geleitet wurde und Empfehlungen erarbeiten sollte, wo in den britischen Kolonien es ratsam sei, Hochschulen zu gründen, und nach welchen Maßgaben diese arbeiten sollten. Sie empfahl die Gründung eines University College in den British West Indies. Mit „University College“ war eine nichtselbständige, von einer Universität zu beaufsichtigende Hochschule gemeint. Als Standort empfahl die Kommission Jamaika. 1948 wurde das University College of the West Indies (UCWI) gegründet; es war der University of London unterstellt. Der Lehrbetrieb begann mit 33 Medizinstudenten.
Die Wahl des ersten Standortes fiel auch deshalb auf Jamaika, weil in Mona bei Kingston das Gelände des „Gibraltar Camp“ zur Verfügung stand, eines Lagers, in dem während des Zweiten Weltkrieges evakuierte Gibraltarer und Malteser sowie Kriegsgefangene aus Deutschland und Italien untergebracht worden waren. Auf dem Gelände der heutigen Universität befanden sich bis 1908 die Zuckerplantagen Papine und Mona. Ein Aquädukt, von dem noch Reste erhalten sind, führte Wasser zu den Zuckermühlen. Die jetzige Kapelle beim Haupteingang zu diesem Campus war ursprünglich das Zuckerlager einer Plantage in Trelawny. Das Gebäude wurde dort abgetragen und auf dem Campus Mona wieder zusammengebaut.
Um andere Kolonien nicht zu kurz kommen zu lassen, wurde 1960 das Imperial College of Tropical Agriculture (ICTA) in Trinidad mit dem UWCI verschmolzen. Dadurch kam ein weiterer Campus in St. Augustine hinzu. 1963 kam ein Campus in Cave Hill (Barbados) hinzu. Ein weiterer Campus folgte 1965 mit dem theologischen Codrington College, ebenfalls auf Barbados.
Als 1962 die Westindischen Föderation zerbrach und die Bindungen der einstigen Kolonien und nunmehr unabhängigen Staaten an das Vereinigte Königreich schwächer wurden, wurde das University College zu einer Universität aufgewertet und 1963 von der Kolonialaufsicht unabhängig.

## Campus
Die Universität verfügt über drei Hauptsitze in Mona (Jamaika), St. Augustine (Trinidad und Tobago) und Cave Hill in Barbados, einen Nebensitz in Form einer medizinischen Fakultät in San Juan (Trinidad und Tobago) und das „Centre for Hotel and Tourism Management“ in Nassau (Bahamas).
| Cave Hill Campus            | Mona Campus                 | St. Augustine Campus        |
| --------------------------- | --------------------------- | --------------------------- |
| Humanities & Education      | Humanities & Education      | Humanities & Education      |
| Recht                       | Recht                       | Recht                       |
| Medizin                     | Medizin                     | Medizin                     |
| Naturwissenschaft & Technik | Naturwissenschaft & Technik | Naturwissenschaft & Technik |
| Sozialwissenschaft          | Sozialwissenschaft          | Sozialwissenschaft          |
| Sport                       | Sport                       | Sport                       |
|                             | Ingenieurwissenschaft       | Ingenieurwissenschaft       |
|                             |                             | Agrarwissenschaft           |

## Träger
Die Universität wird von 16 Staaten und Territorien der Karibik sowie Bermuda getragen:
- Anguilla
- Antigua und Barbuda
- Bahamas
- Barbados
- Belize
- Bermuda
- Britische Jungferninseln
- Cayman Islands
- Dominica
- Grenada
- Jamaika
- Montserrat
- St. Kitts und Nevis
- St. Lucia
- St. Vincent und die Grenadinen
- Trinidad und Tobago
- Turks- und Caicosinseln

## Hochschulpartnerschaften (Auswahl)
- Europäisches Hochschulinstitut (EUI), seit 2020[10]

## Bedeutende Absolventen
- Kenneth Anthony (* 1951), Premierminister von St. Lucia
- Owen Arthur (1949–2020), Premierminister von Barbados
- Denzil Douglas (* 1953), Premierminister von Saint Kitts und Nevis
- Carissa F. Etienne (1952–2023), Direktorin der Panamerikanischen Gesundheitsorganisation, Regionaldirektorin für Amerika bei der Weltgesundheitsorganisation
- Wendy Fitzwilliam (* 1972), Miss Universe 1998, Trinidad und Tobago
- Carolyn Gomes (* 1958), Menschenrechtspreis der Vereinten Nationen 2008
- Ralph Gonsalves (* 1946), Premierminister von St. Vincent und den Grenadinen
- Jehue Gordon (* 1991), Weltmeister im 400-Meter-Hürdenlauf 2015, Trinidad und Tobago
- Lisa Hanna (* 1975), Miss World 1993, Jamaika
- Pearlette Louisy (* 1946), Generalgouverneur von St. Lucia
- Patrick Manning (1946–2016), Premierminister von Trinidad und Tobago
- Keith Claudius Mitchell (* 1946), Premierminister von Grenada
- Hansle Parchment (* 1990), jamaikanischer Sportler
- Percival J. Patterson (* 1935), Premierminister von Jamaika
- George Maxwell Richards (1931–2018), Präsident von Trinidad und Tobago
- Walter Rodney (1942–1980), Historiker und Politiker, Guyana
- Derek Walcott (1930–2017), Nobelpreisträger aus St. Lucia
- Rodney Williams (* 1947), Generalgouverneur von Antigua und Barbuda

Der erste Vizekanzler, Sir Arthur Lewis (1915–1991), erhielt einen Nobelpreis für Wirtschaftswissenschaften. Es war die erste Auszeichnung für einen Schwarzen in einer anderen Kategorie als dem Friedensnobelpreis.